# Área metropolitana de San José-Sunnyvale-Santa Clara
El área estadística metropolitana de San José-Sunnyvale-Santa Clara, CA MSA como la denomina oficialmente la Oficina de Administración y Presupuesto, es un área estadística metropolitana que abarca los condados de San Benito y Santa Clara, centrada en la ciudad de San José, en el estado estadounidense de California. El área metropolitana tiene una población de 1.836.911 habitantes según el censo de 2010, convirtiéndola en la 31.º área metropolitana más poblada de los Estados Unidos.

## Composición
Los 2 condados que componen el área metropolitana y su población según los resultados del censo 2010:
- San Benito– 55.269 habitantes
- Santa Clara– 1.781.642 habitantes

## Principales comunidades del área metropolitana
Ciudades principales
- San José
- Sunnyvale
- Santa Clara

Otras comunidades importantes
- Campbell
- Cupertino
- Gilroy
- Hollister
- Los Altos
- Los Altos Hills
- Los Gatos
- Milpitas
- Monte Sereno
- Morgan Hill
- Mountain View
- Palo Alto
- San Juan Bautista
- Saratoga

## Área Estadística Metropolitana Combinada
El área metropolitana de San José-Sunnyvale-Santa Clara es parte del Área Estadística Metropolitana Combinada de San Jose-San Francisco-Oakland, CA CSA junto con:
- El Área Estadística Metropolitana de San Francisco-Oakland-Fremont, CA MSA;
- El Área Estadística Metropolitana de Santa Rosa-Petaluma, CA MSA;
- El Área Estadística Metropolitana de Vallejo-Fairfield, CA MSA;
- El Área Estadística Metropolitana de Santa Cruz-Watsonville, CA MSA; y
- El Área Estadística Metropolitana de Napa, CA MSA